# Megascops roraimae
Espèce
Synonymes
- Otus roraimae Salvin, 1897
(protonyme)

Statut CITES
Le Petit-duc du Roraima (Megascops roraimae) est une espèce d'oiseaux de la famille des Strigidae.

## Répartition
Cette espèce vit dans le nord et l'ouest de l'Amérique du Sud.

## Systématique
D'après la classification de référence du Congrès ornithologique international (v. 14.1), le Petit-duc du Roraima possède 3 sous-espèces (ordre phylogénique) :
- Megascops roraimae roraimae (Salvin, 1897) : la sous-espèce nominale. Vit dans le sud du Venezuela, à Guyana, au Suriname et le Brésil.
- Megascops roraimae pallidus (Hekstra, 1982) : VIt dans la Serranía de Perijá (nord de la Colombie et Venezuela) et dans les montagnes du nord du Venezuela.
- Megascops roraimae napensis (Chapman, 1928) : Vit sur le versant est des Andes, de la Colombie à la Bolivie.

L'espèce a longtemps été considérée comme une sous-espèce du Petit-duc guatémaltèque (Megascops guatemalae). L'élévation au rang d'espèce était déjà considérée au début des années 2000, mais n'a été actée par le SACC qu'en 2018, sur la base d'une étude de Krabbe sur les vocalisations des petits-ducs datant de 2017. napensis a également été temporairement considérée comme une espèce séparée, mais est désormais considérée comme une sous-espèce de roraimae.
Il est à noter que bien que ce traitement soit reconnu par le COI et Clements, il n'est pas reconnu par HBW qui considère roraimae et napensis comme des sous-espèces du Petit-duc vermiculé.